# Skamnarium complanatum
Skamnarium complanatum är en korallart som först beskrevs av Verseveldt 1977.  Skamnarium complanatum ingår i släktet Skamnarium och familjen Alcyonidae. Inga underarter finns listade i Catalogue of Life.